# Municipio de Porvenir
Porvenir es un municipio situado en el departamento de Paysandú, Uruguay. Tiene su sede en la localidad homónima.

## Ubicación
Está localizado en la zona suroeste del departamento de Paysandú, limitando al sur con el departamento de Río Negro.

## Características
El municipio de Porvenir fue creado por Ley N.º 18.653, de 15 de marzo de 2010, y forma parte del departamento de Paysandú. Comprende los distritos electorales KCD, KCE, KDA, KDB, KDD y KDE de ese departamento. Sus límites quedaron determinados a través del Decreto 6063/2010 de la Junta Departamental de Paysandú.
Forman parte del municipio los siguientes poblados:
- Porvenir
- La Tentación
- Esperanza
- Colonia Cangüé
- Estación Porvenir

## Autoridades
La autoridad del municipio es el Concejo Municipal, compuesto por el Alcalde y cuatro Concejales.
El 4 de septiembre de 2023 la Intendencia Departamental de Paysandú tomó el control del municipio para garantizar el control de los servicios locales, que pasaron a estar a cargo del Concejo Municipal y del Departamento de Descentralización de la Intendencia.
| Nº | Alcalde                       | Partido             | Inicio del mandato      | Fin del mandato         | Observaciones     | Concejales                                                                          |
| -- | ----------------------------- | ------------------- | ----------------------- | ----------------------- | ----------------- | ----------------------------------------------------------------------------------- |
| 1  | Silvia Scarboni               | Partido Nacional PN | 9 de julio de 2010      | 8 de julio de 2015      | Alcaldesa elegida |                                                                                     |
| 2  | Ramiro Ilmar Ayende Echenique | Partido Nacional PN | 9 de julio de 2015      | 26 de noviembre de 2020 | Alcalde elegido   | Daniel Gronros (PN) Sylvia Scaboni (PN) Estela Reyes (PN) Juan Laca (FA)            |
| 3  | Ramiro Ilmar Ayende Echenique | Partido Nacional PN | 27 de noviembre de 2020 | 4 de septiembre de 2023 | Alcalde reelegido | Matías Scaboni (PN) Gladys Amarillo (PN) Daniel Gronros (PN) Darinka Reimundez (FA) |